# تكييف المحتوى
تَكييُف المحتوى هو الفعل في تحويل المحتوى لكي يتوافق مع إمكانيات الجهاز. تكييف المحتوى يرتبط عادة بالأجهزة المحمولة، والتي تتطلب تعامل خاص بسبب ضعف قوته الحوسبية، وحجم الشاشة الصغير، وقلة إمكانيات لوحة المفاتيح.
تَكييف المحتوى يمكن تقسيمه إلي حقلين أساسيين:
1. تَكييف محتوى الإعلام وهو مسؤول عن تَكيف ملفات الإعلام.
2. تكييف محتوى التصفح وهو مسؤول عن تَكيف محتوى مواقع الإنترنت إلى أجهزة المحمول.

## وصلات خارجية
- Authoring Challenges for Device Independence (W3C Working Group Note)